# Pwd
O pwd (print working directory) é um comando que imprime o nome do diretório local em uma interface de linha de comando. Este comando é encontrado nos sistemas operacionais da família Unix. O equivalente do sistema DOS é o comando "cd" (sem argumentos)  no OpenVMS utiliza-se "show default".
Assim, o pwd nos mostra o caminho por inteiro do diretório em que nos encontramos em um dado momento, a pathname.

## Exemplo
Em sistemas da família Unix, como o Linux, se você estiver em "/etc/init.d/" o comando:
```
pwd
```

imprimirá na tela
```
/etc/init.d/
```

Nestes sistemas operacionais existe uma variável de sistema, $PWD, que contém o nome do diretório atual. Por exemplo:
```
echo "$USER você está em $PWD"
```

Considerando que o usuário corrente seja root e o diretório atual seja /etc/init.d/ o resultado será
```
root você está em /etc/init.d/
```